# Swiftair Bahrain
Swiftair Bahrain je bila bahrajnska tovorna letalska družba s sedežem v Manami, Bahrajn.

## Zgodovina
Letalska družba je bila ustanovljena leta 2008 in je ustavila dejavnosti leta 2012. Družbo je ustanovila od leta 1986 delujoča španska firma Swiftair in katere v lasti je bila celotno delovanje, kot tudi sestrska grška družba Mediterranean Air Freight.

## Letalska flota
Dne 25. aprila 2012 ob prenehanju letalskih dejavnosti je družba razpolagala z enim letalom Boeing 727-200F.